# Burn Out (bài hát của Martin Garrix và Justin Mylo)
"Burn Out" là một bài hát bởi DJ người Hà Lan Martin Garrix và Justin Mylo. Bài hát có sự hợp tác với Dewain Whitmore và được phát hành vào ngày 14 tháng 9 năm 2018, trên hãng đĩa của Garrix là STMPD RCRDS, và đã được cấp phép độc quyền cho Epic Amsterdam, một bộ phận của Sony Music.

## Bảng xếp hạng
| Bảng xếp hạng (2018)                            | Vị trí cao nhất |
| ----------------------------------------------- | --------------- |
| Áo (Ö3 Austria Top 40)                          | 55              |
| Cộng hòa Séc (Singles Digitál Top 100)          | 61              |
| Trường songid là BẮT BUỘC CHO BẢNG XẾP HẠNG ĐỨC | 90              |
| Hungary (Stream Top 40)                         | 39              |
| Hà Lan (Single Top 100)                         | 82              |
| New Zealand Hot Singles (RMNZ)                  | 22              |
| Norway (VG-lista)                               | 34              |
| Slovakia (Singles Digitál Top 100)              | 75              |
| Sweden (Sverigetopplistan)                      | 64              |
| Thụy Sĩ (Schweizer Hitparade)                   | 67              |
| Hoa Kỳ Hot Dance/Electronic Songs (Billboard)   | 26              |